# Abdul Mumin
Abdul Mumin (* 6. Juni 1998 in Accra) ist ein ghanaisch-nigerianischer Fußballspieler.

## Karriere

### Klub
Von der Right to Dream Academy kommend wechselte er zur Saison 2016/17 in die U19 des FC Nordsjælland in Dänemark. Hier ging er zur darauffolgenden Spielzeit in die erste Mannschaft über. Im Januar 2018 wurde er dann aber erst einmal bis zum Sommer zum HB Køge verliehen. Zur Saison 2020/21 wechselte er schließlich ablösefrei zu Vitória Guimarães nach Portugal. Seit der Spielzeit 2022/23 steht er bei Rayo Vallecano in Spanien unter Vertrag.

### Nationalmannschaft
Trotz einer Nominierung für den Kader der ghanaische A-Nationalmannschaft beim Afrika-Cup 2022, wartet er bis heute auf einen Länderspieleinsatz.